# Рыцкий повет
Рыцкий повет (пол. Powiat rycki) — повет (район) в Польше, входит как административная единица в Люблинское воеводство. Центр повета — город Рыки. Занимает площадь 615,54 км². Население — 57 388 человек (на 31 декабря 2015 года).

## Административное деление
- города: Демблин, Рыки
- городские гмины: Демблин
- городско-сельские гмины: Гмина Рыки
- сельские гмины: гмина Клочев, гмина Новодвур, гмина Стенжица, гмина Уленж

## Демография
Население повета дано на 31 декабря 2015 года.
| Перепись            | Всего  | Мужчины | Женщины |
| ------------------- | ------ | ------- | ------- |
| Всего               | 57 388 | 28 650  | 28 738  |
| Городское население | 26 608 | 13 115  | 13 493  |
| Сельское население  | 30 780 | 15 535  | 15 245  |